# Mario Nicola
Mario Nicola, noto come Nicola II (Torino, 23 novembre 1882 – Roma, 5 agosto 1936), è stato un calciatore, mezzofondista e giornalista italiano.

## Biografia
Terminata l'attività agonistica divenne avvocato e giornalista, lavorando per La Gazzetta dello Sport e la Gazzetta del Popolo.

### Carriera sportiva

#### Podista
Nicola vinse ai campionati di atletica UPT, ovvero quelli organizzati dall'Unione Pedestre Torinese, per due volte nel miglio (1900 e nel 1901) ed in una occasione i 1500 metri piani (1902), distanza in cui stabilì inoltre per due volte il record italiano (entrambe nel 1902).

#### Calciatore
Nicola risulta nella rosa dell'Audace Torino nella stagione del 1902, in cui gioca l'incontro perso per 6-0 contro la Juventus del 9 marzo, ottenendo il terzo posto del girone piemontese.